# フェルナンド聖王子
フェルナンド聖王子（Fernando, o Infante Santo, 1402年9月29日 - 1443年6月5日）は、ポルトガル王国アヴィス王朝の人物。国王ジョアン1世と王妃フィリパの間の第6王子である。ドゥアルテ1世、エンリケ航海王子の実弟。カトリック教会の福者。

## 生涯
フェルナンドは敬虔なカトリック教徒で、父王により若くしてアヴィス騎士団の総長に任命された。1437年、フェルナンドは兄達とともに北アフリカへの遠征に参加したが、その途上ムーア人に捕われ、人質となる。フェズ王国のスルタンはフェルナンドの身柄と引き換えに、1415年にポルトガルが奪ったセウタの返還を要求した。フェルナンドは重要な拠点と自分の交換を拒否し、監禁の身に耐えることを決心する。ポルトガルの議会もまた彼の解放を諦め、エンリケ王子にフェルナンドの救出を断念するよう通告した。1443年、フェズで死去した。
1470年、カトリック教会により列福された。1471年にフェルナンドの遺体は王家の墓であるバターリャ修道院に移された。祖国のために犠牲となったフェルナンドは聖王子の名で親しまれている。